# Rapp Motorenwerke
Rapp Motorenwerke GmbH (Рап моторенверке) био је произвођач авиомотора у Немачкој. Радио је на прекретници 20. века и прошао бројна спајања и промене пре него што је постао BMW.